# ロイヤラクチン
ロイヤラクチンは、富山県立大学の鎌倉昌樹講師が、ローヤルゼリーに含まれる女王バチへの分化を誘導する因子として2011年にNature誌に単著で報告したタンパク質のことである。論文ではハチだけではなく他の種であるショウジョウバエの巨大化も引き起こせることが示されていた。高い関心を集め、国内外問わず多くの報道がなされた。農林水産省は2011年の研究成果の7位と評価した。著者には第29回とやま賞が授与された。但し、以下に述べる様に、研究の再現性について議論がなされている。

## 論文発表後の展開
2011年～2013年に、発表されたNature論文は、不自然な図の酷似画像などについて修正が複数回なされた。
2013年1月に、Retraction Watchは、著者の他の論文の図が修正されたことを記載する記事を掲載した。
2013年4月に、11jigenは、著者の他の論文に不自然な酷似画像が存在することを示す記事を掲載した。
2016年9月に、ロイヤラクチンが女王バチへの分化を誘導出来ないとする論文がNature誌に発表された。報道もなされた。鎌倉昌樹はこれに対してNature誌で反論を行なった。